# Monts d'Ambazac
Les monts d'Ambazac sont un petit massif montagneux situé sur les contreforts occidentaux du Massif central. Ils forment la partie centrale des monts de la Marche.
Cette région est principalement connue comme le lieu de fondation de l'ordre monastique de Grandmont, autour de l'abbaye du même nom, et le principal et dernier grand site d'exploitation de l'uranium en France, dans la deuxième moitié du XXe siècle.

## Toponymie
Ambazac, ville la plus peuplée du secteur avec 5 556 habitants en 2020, située aux pieds du massif, au sud, lui a donné son nom.

## Géographie

### Situation

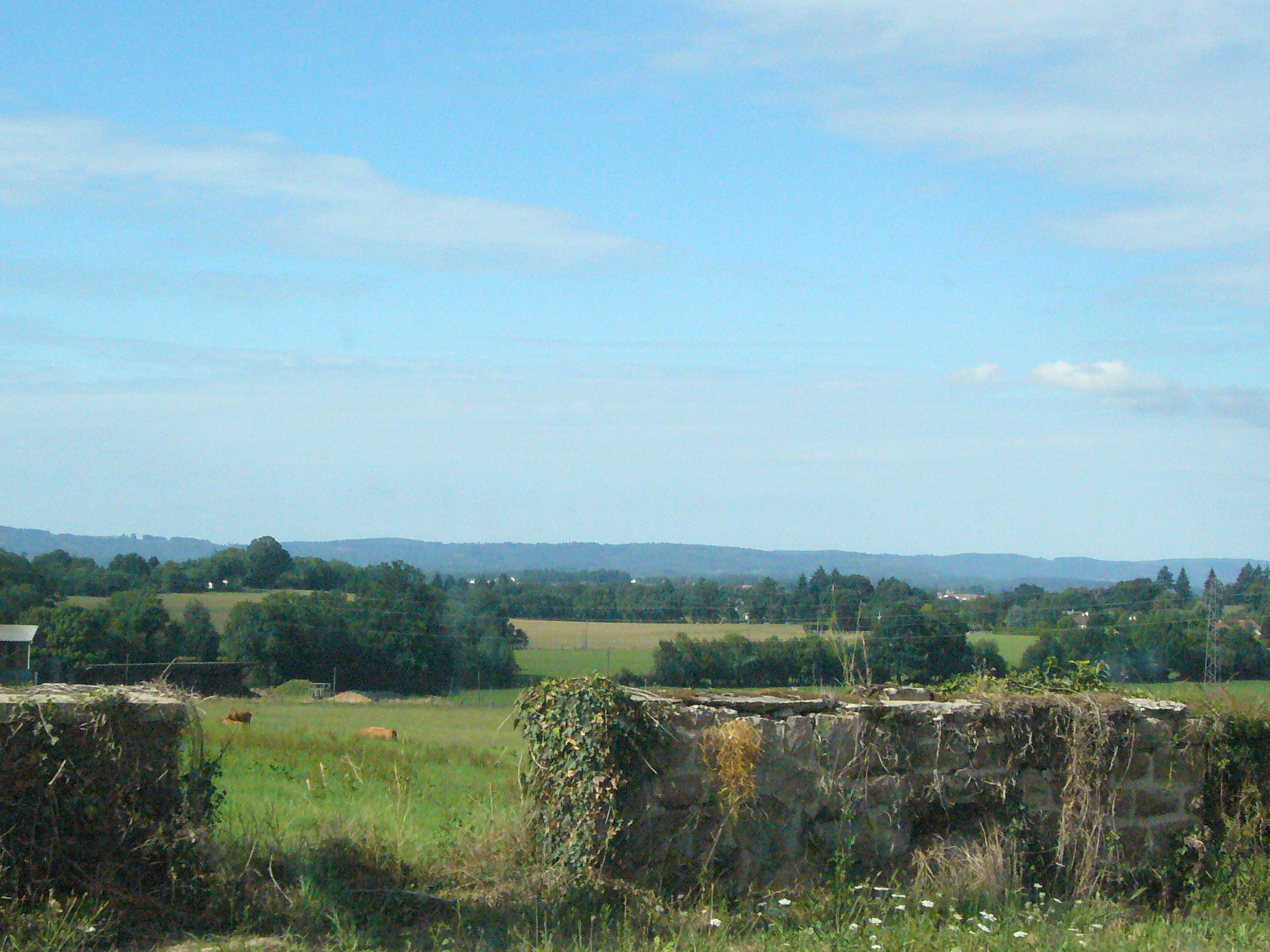
Le massif vu depuis Panazol (face sud).

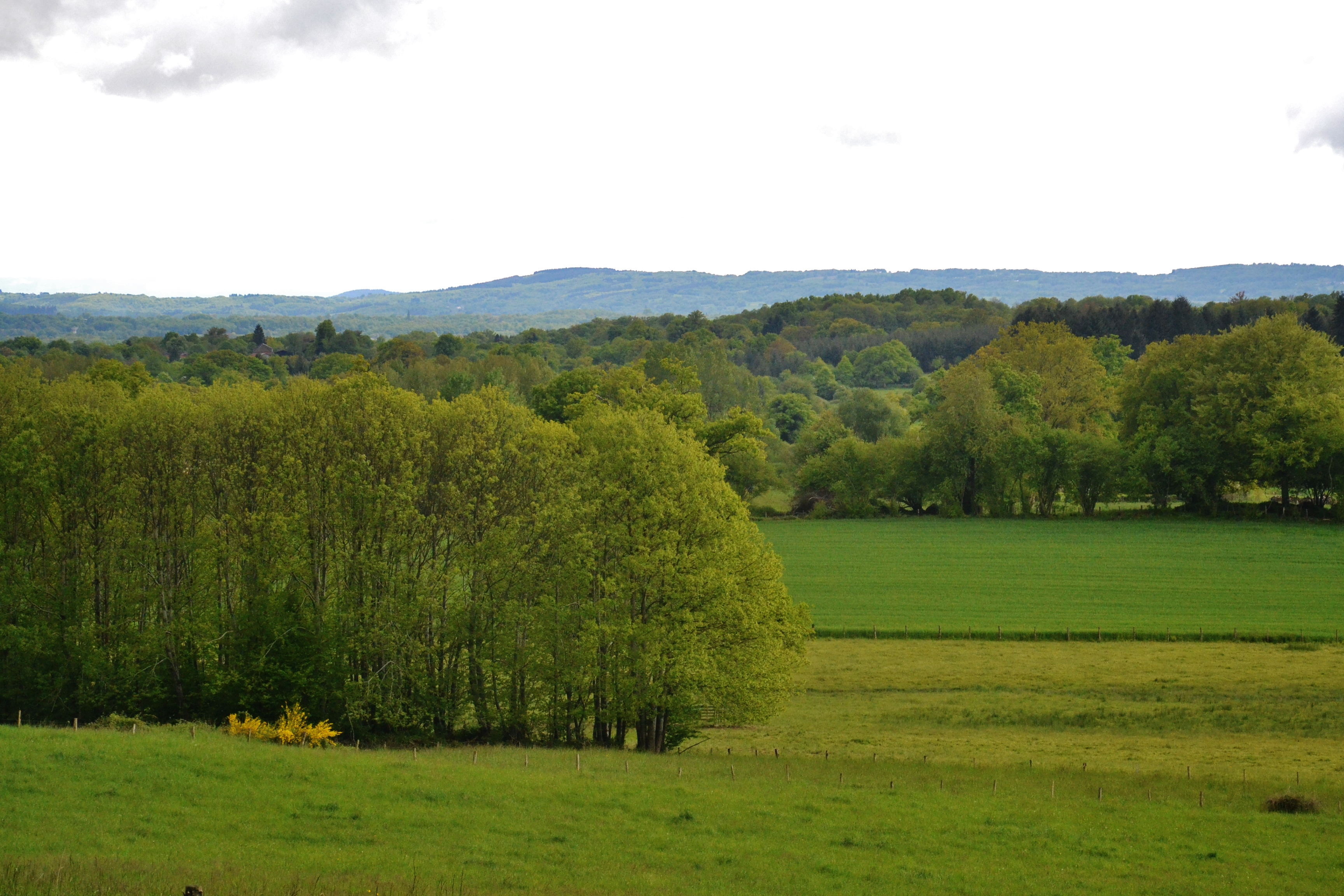
Le massif vu depuis Saint-Maurice-la-Souterraine (face nord).

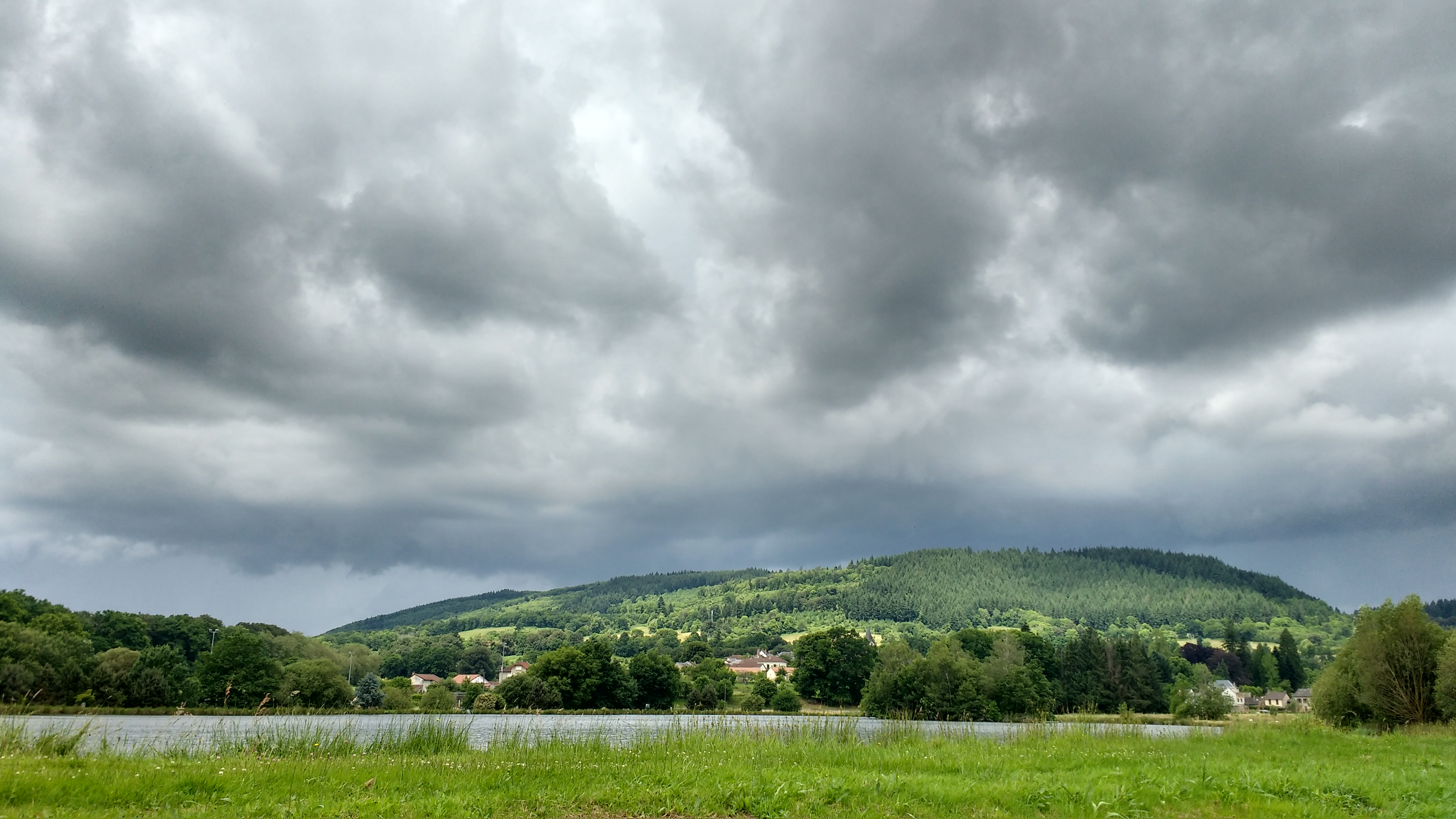
Vue des monts d'Ambazac depuis le lac de La Jonchère-Saint-Maurice (face sud-est.)

Les monts d'Ambazac sont essentiellement situés sur le territoire de la Haute-Vienne mais débordent un peu sur la Creuse, notamment sur les communes de Saint-Goussaud et Châtelus-le-Marcheix, où ils sont traditionnellement appelés monts de Saint-Goussaud. 
Ils s'étendent sur environ 40 km d'est en ouest (entre Bourganeuf et Nantiat) et une quinzaine de kilomètres du nord au sud (de Bessines-sur-Gartempe à Ambazac). Généralement, on limite les « monts d'Ambazac » à la partie la plus élevée, où les reliefs sont les plus marqués, ce qui correspond aux deux tiers de la zone prédéfinie, se limitant à la commune de Compreignac à l'ouest et à la vallée du Taurion à l'est.
Géologiquement, les monts d'Ambazac stricto sensu sont séparés du massif de Saint-Goussaud, à l'est, en partie par le cours du Rivalier et également par une petite faille qui relie deux sous-sols de paragneiss (La Jonchère-Les Billanges au sud, Laurière-Folles au nord), via le col de la Roche (456 m).
Les différentes cartes de l'article s'en tiennent à l'acception du massif suivante, à savoir la zone comprise entre le lac de Saint-Pardoux à l'ouest et la commune de Montboucher à l'est.
L'agglomération limougeaude est toute proche du massif (le signal de Sauvagnac n'est qu'à 20 kilomètres à vol d'oiseau du centre de la préfecture régionale), qui peut d'ailleurs être aperçu en de nombreux points de la ville (Beaubreuil notamment) et des alentours (comme Panazol). Les monts d'Ambazac sont en outre traversés dans l'axe nord-sud par l'autoroute A20, qui les dessert par 4 sorties (24 à 27), et atteint l'altitude maximale de 485 m sur la commune de Razès.

### Topographie
Ils culminent à 702 mètres au puy de Sauvagnac dans la partie haut-viennoise, et à 697 mètres au puy de Jouer (ou mont Jouer) dans la partie creusoise.

#### Principaux sommets
- Signal de Sauvagnac : 702 m (Saint-Léger-la-Montagne, 87)
- Puy de Jouër : 694 m (Saint-Goussaud, 23)
- Puy de la Feyte : 691 m (Saint-Goussaud, 23)
- Bois de Roche : 680 m (Saint-Goussaud, 23)
- Font aux Loups : 672 m (Saint-Léger-la-Montagne, 87)
- Puy de la Garde : 664 m (Ambazac, 87)
- Puy Giraud : 660 m (La Jonchère-Saint-Maurice - Saint-Léger-la-Montagne, 87)
- Le Périgier : 651 m (Châtelus-le-Marcheix, 23)
- Les Clédières : 648 m (Jabreilles-les-Bordes, 87)
- Puy de Roche Guette : 638 m (Châtelus-le-Marcheix, 23)
- Puy de Queuille : 625 m (Saint-Léger-la-Montagne, 87)
- Puy du Rio : 615 m (Laurière, 87)
- Signal de Beausoleil : 587 m (Compreignac, 87), point culminant de la partie située à l'ouest de l'autoroute A 20.
- Puy du Chatelard : 565 m (Jabreilles-les-Bordes, 87)
- Le Gerbassou : 559 m (Ambazac, 87)
- Puy Nado : 552 m (Bersac-sur-Rivalier, 87)
- Puy du Cluzeau : 552 m (Montboucher, 23)

### Géomorphologie et géologie

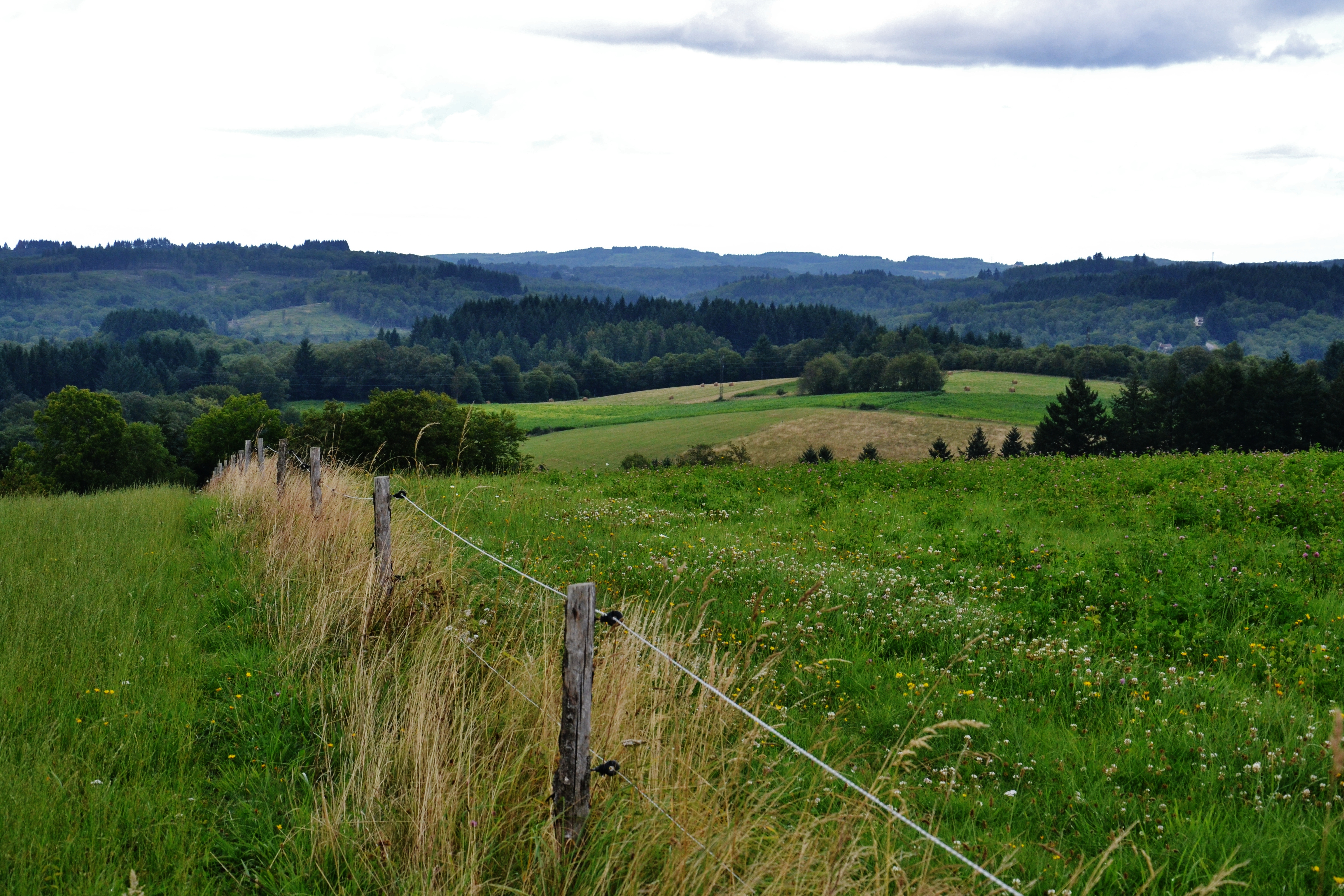
Paysage des monts d'Ambazac.

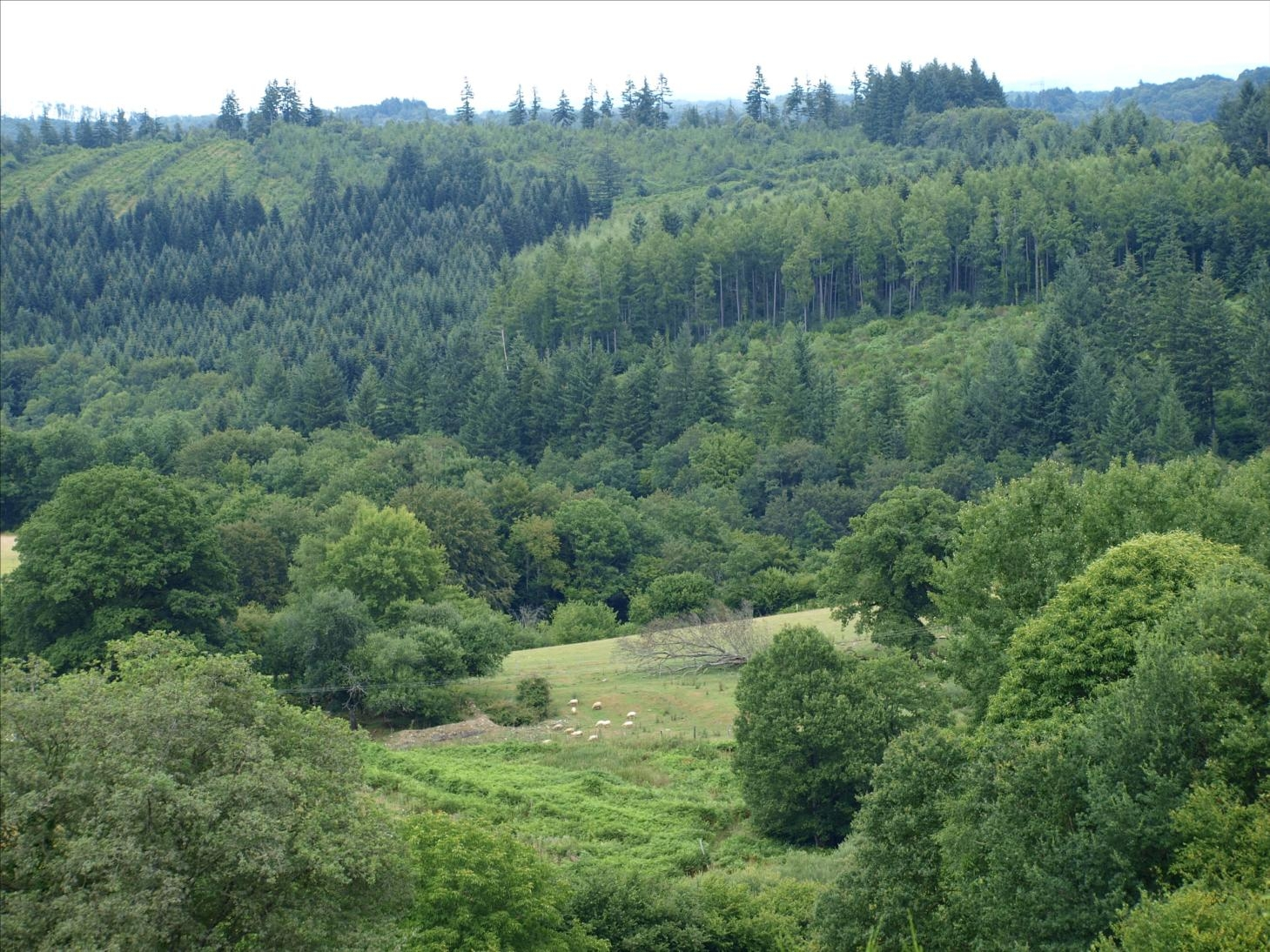
Paysage près de Châtelus-le-Marcheix.

Les monts d'Ambazac font partie du Massif central et plus précisément des monts de la Marche ; ils sont constitués de granites et de leucogranites, des roches magmatiques largement répandues dans le Limousin.
D'un point de vue géomorphologique, les monts d'Ambazac sont un petit massif isolé, dont le modelé dominant est le paysage alvéolaire dégagé, à savoir petites cuvettes à fond souvent humide et tourbeux.

### Hydrographie
Les monts d'Ambazac séparent le bassin versant principal de la Vienne au sud, de celui de la Gartempe au nord.
Plusieurs cours d'eau d'importance locale prennent leur source dans les monts d'Ambazac. Les principaux sont la Couze et le Vincou (affluents de la Gartempe) et la Glane et l'Aurence (affluents de la Vienne).
L'hydrographie du massif est également marqué par la récurrence des ruisseaux et des zones humides. La présence de ces dernières, sous forme de tourbières, est favorisée par la géologie et le modelé alvéolaire.

### Climat
Les monts d'Ambazac possèdent un climat océanique et subissent les influences d'un relief les plaçant en ligne de mire des perturbations atlantiques. Il tombe annuellement 1 100 à 1 300 mm sur les monts d'Ambazac. La température reste relativement douce et les épisodes très froids peu nombreux du fait de la relative proximité de l'influence modératrice de l'océan, les chutes de neige sont toutefois plus importantes que dans la vallée de la Vienne vers Limoges et peuvent certains hivers être récurrentes. Les monts d'Ambazac fonctionnent souvent comme une des limites climatiques séparant les climats du Nord de ceux du Sud de la France ; ainsi il n'est pas rare d'avoir un temps gris et frais au nord sur le Berry alors que le soleil brille au sud en direction de Limoges.

### Écosystème

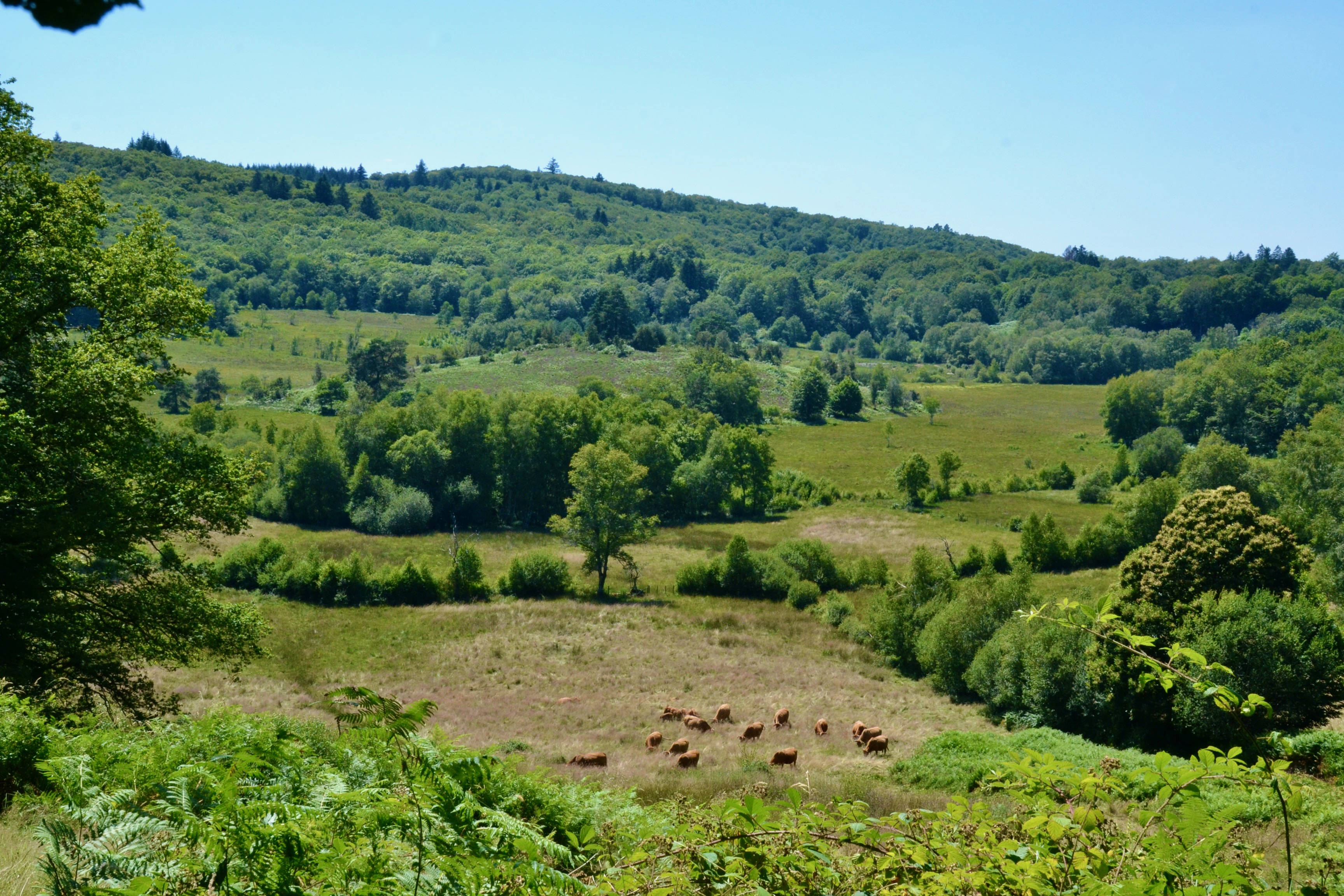
Paysage de la tourbière des Dauges.

Le paysage des monts d'Ambazac est essentiellement constitué de bois de feuillus et de résineux depuis le XXe siècle. Au centre du massif (globalement au-dessus de 600 mètres d'altitude), la série du hêtre est dominante (légèrement supérieure à 50 %), mais bien plus résiduelle à moindre altitude (à peine 20 %). Le chêne pédonculé, le chêne sessile et dans une moindre mesure le châtaignier complètent le panel constitutif de la végétation potentielle du massif.
Autour des villages et des hameaux, se développent quelques prairies essentiellement destinées à l'élevage de vaches. Le climat froid et humide notamment en hiver a permis la formation de tourbières dont l'une, la tourbière des Dauges, constitue une réserve naturelle nationale. Le massif possède deux autres tourbières, une se trouve à Mallety sur la commune de Saint-Léger-la-Montagne, elle constitue les sources de la Couze, rivière qui forme le lac de Saint-Pardoux, l'autre à Friaulouse au pied du puy de Jouer à Saint-Goussaud.
D'un point de vue paysager, les monts d'Ambazac demeurent un espace marqué par le modelé alvéolaire, largement dominé par les bois et les pâturages. Les chaos rocheux y sont relativement rares excepté l'impressionnante roche du Temple près de Saint-Léger-la-Montagne et la Pierre Millier qui surplombe le lac du même nom à Saint-Sylvestre et constituant un site inscrit.

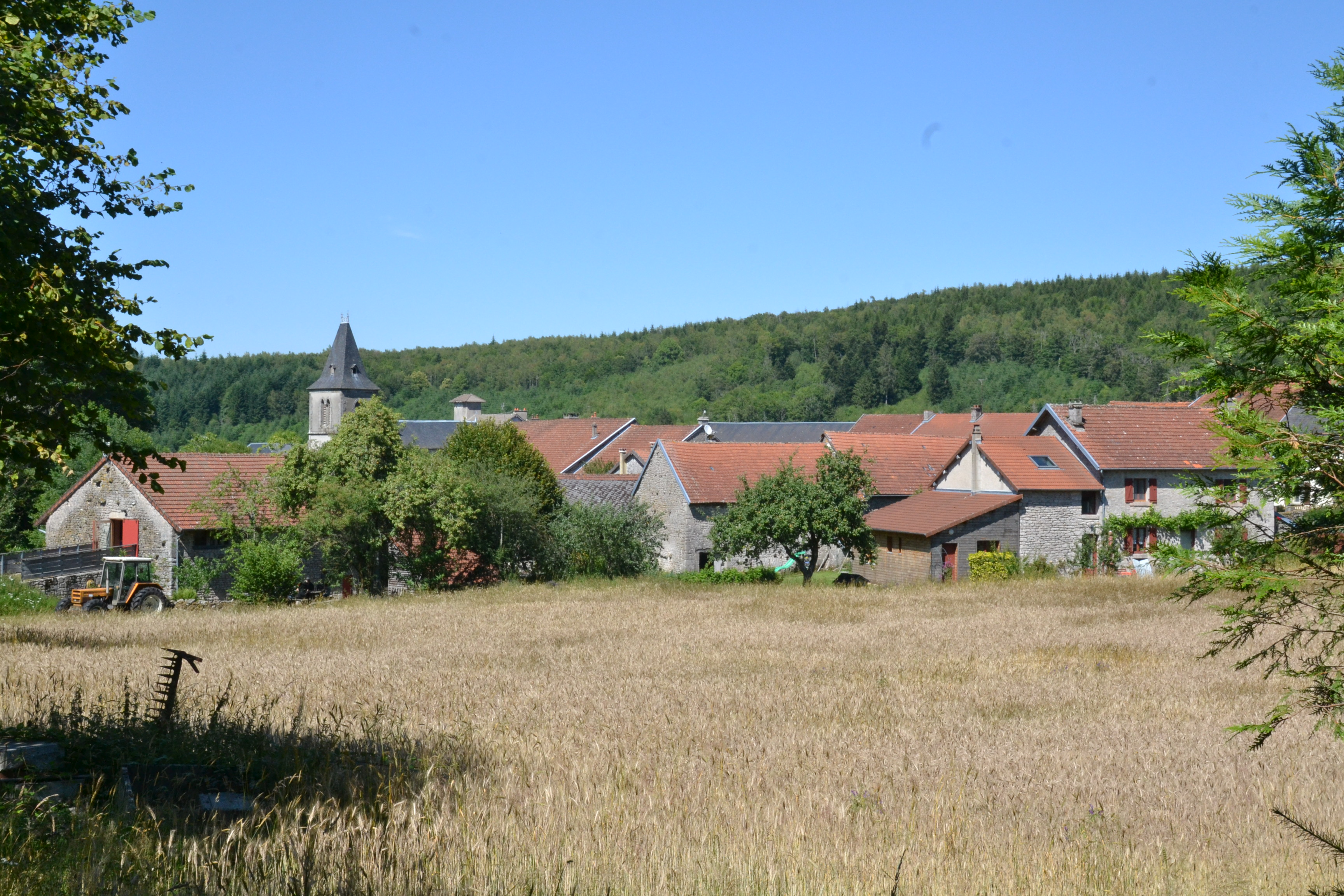
Sauvagnac, petit village de la commune de Saint-Léger-la-Montagne, établi à 600 m d'altitude.
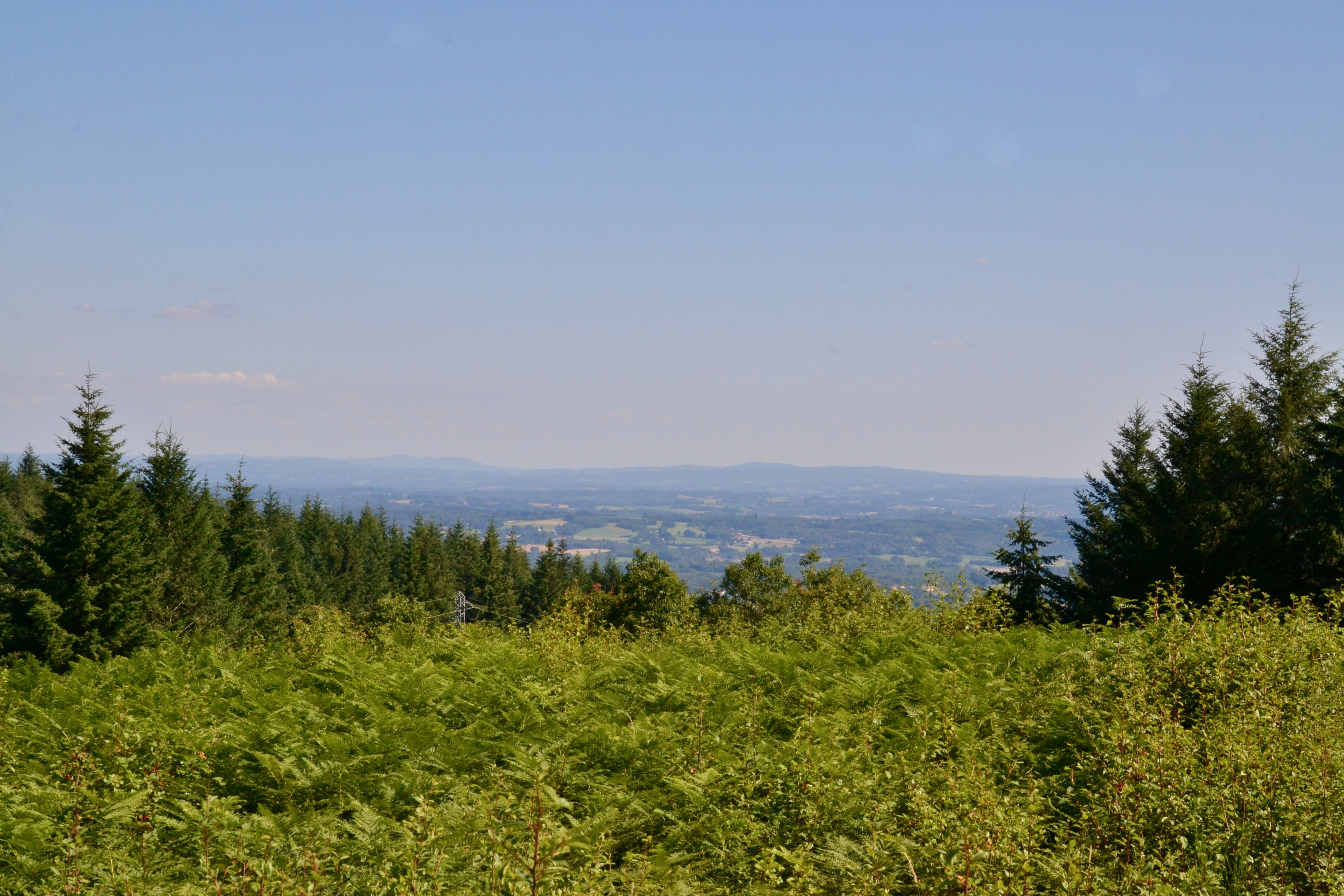
Panorama boisé du puy de la Garde, à Ambazac.
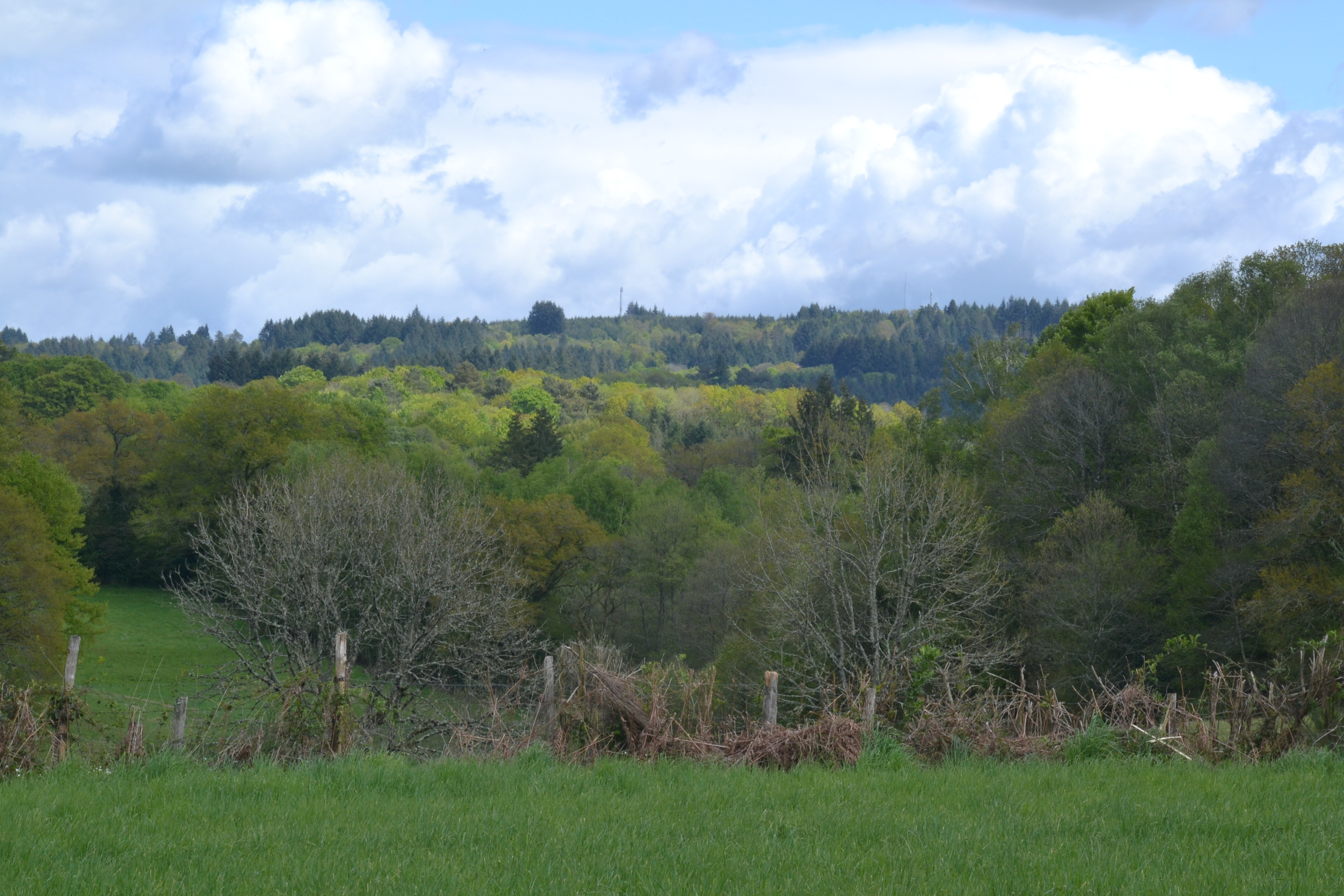
Paysage forestier près de Compreignac.
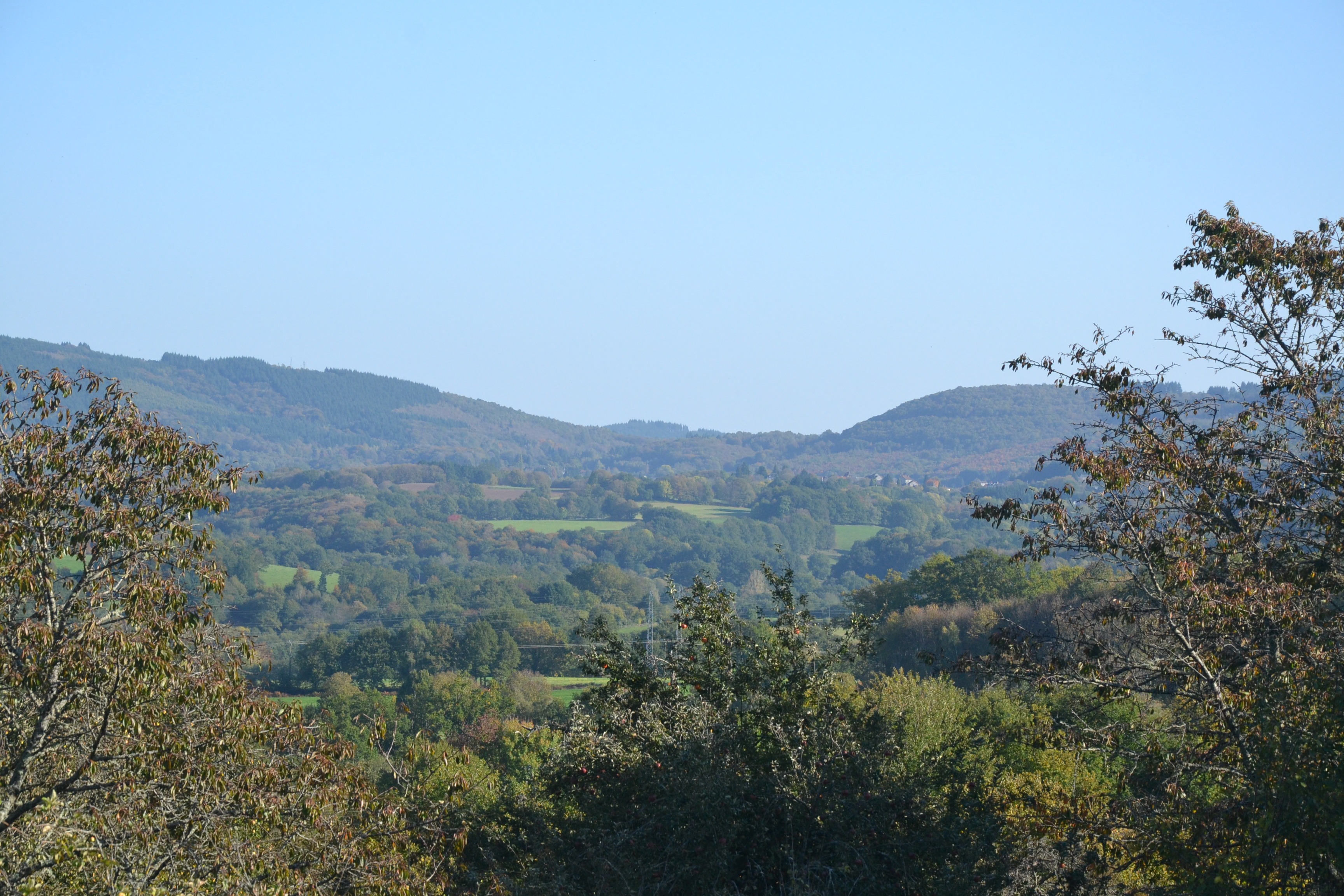
Le col de la Roche, vu depuis Bersac-sur-Rivalier.

### Population

#### Administration
Le massif est compris dans le pays de l'occitane et des Monts d'Ambazac dans sa partie haut-viennoise, dans le pays de l'Ouest creusois dans sa partie creusoise.

#### Liste des communes
En Haute-Vienne :
- Ambazac
- Bersac-sur-Rivalier
- Bessines-sur-Gartempe
- Les Billanges
- Bonnac-la-Côte
- Compreignac
- Jabreilles-les-Bordes
- La Jonchère-Saint-Maurice
- Laurière
- Razès
- Saint-Laurent-les-Églises
- Saint-Léger-la-Montagne
- Saint-Pardoux
- Saint-Sulpice-Laurière
- Saint-Sylvestre
- Rilhac-Rancon

En Creuse :
- Arrènes
- Châtelus-le-Marcheix
- Masbaraud-Mérignat
- Montboucher
- Saint-Goussaud
- Saint-Pierre-Chérignat

## Histoire
Outre leurs richesses écologiques, les monts d'Ambazac ont conservé de nombreux vestiges de leur histoire, mais relativement peu des périodes paléolithique et néolithique. On trouve néanmoins des dolmens sur les communes de Marsac, Ambazac et Mourioux-Vieilleville, ainsi qu'un tumulus à Châtelus-le-Marcheix. L'âge du bronze a laisse des traces au dolmen de la Lieu à Ambazac ; on est en mesure d'affirmer que le territoire de l'actuelle commune de Saint-Sulpice-Laurière fut un important dépôt de bronze, à la fin du IIe millénaire av. J.-C.
Des oppidums gaulois furent découverts sur la commune de Jabreilles-les-Bordes alors que le Puy de Jouër à Saint-Goussaud était un sanctuaire romain dédié à Jupiter (des vestiges y sont toujours visibles).
Le village de Grandmont rappelle le souvenir de l'Ordre de Grandmont, ordre monastique catholique répondant à la réforme grégorienne, fondé au XIIe siècle par saint Étienne de Muret dont une des châsses et la dalmatique sont conservées à Ambazac. Pendant la période médiévale, les monts d'Ambazac sont traversés par un itinéraire secondaire de pèlerinage, qui relie Argenton-sur-Creuse à la via Lemovicensis à Saint-Léonard-de-Noblat. Au XVe siècle, le massif est divisé entre les seigneuries de l'évêque de Limoges (à l'ouest de Razès) et celles du comté de la Marche. L'ouest était sous influence extérieure. Au siècle suivant, la mise en place des généralités et des pays d'élection n'est pas synonyme d'unfication administrative pour les monts d'Ambazac : les paroisses se divisent entre les généralités de Limoges et de Bourganeuf (élection de Limoges) et de Guéret (élection de Moulins).
À la Révolution, les districts de Saint-Léonard, Limoges, Bellac et Bourganeuf se partagent les nouvelles communes.

## Activités

### Industrie

#### Activité minière

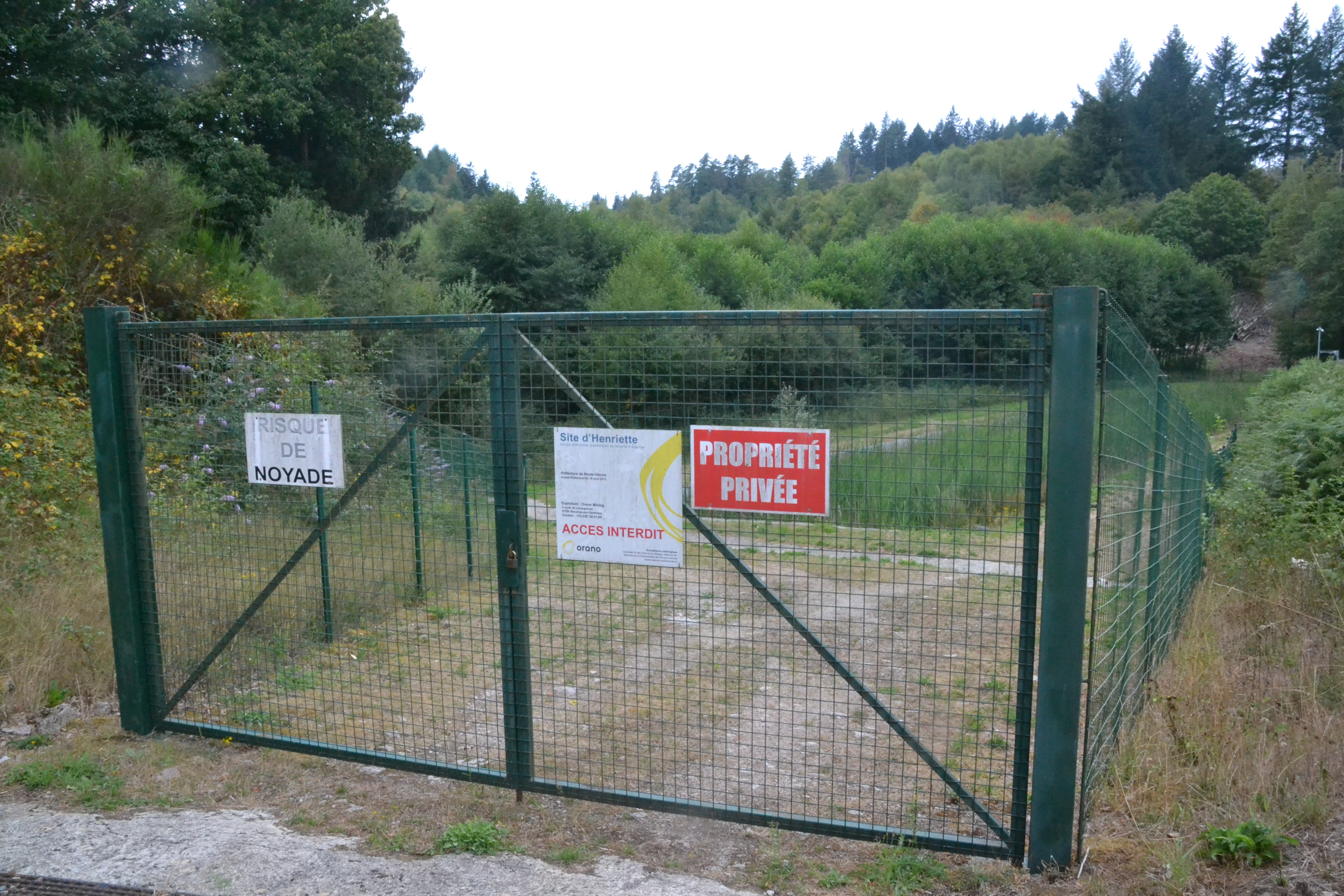
Station de traitement d'eau de l'ancienne mine d'Henriette, à Saint-Sylvestre.

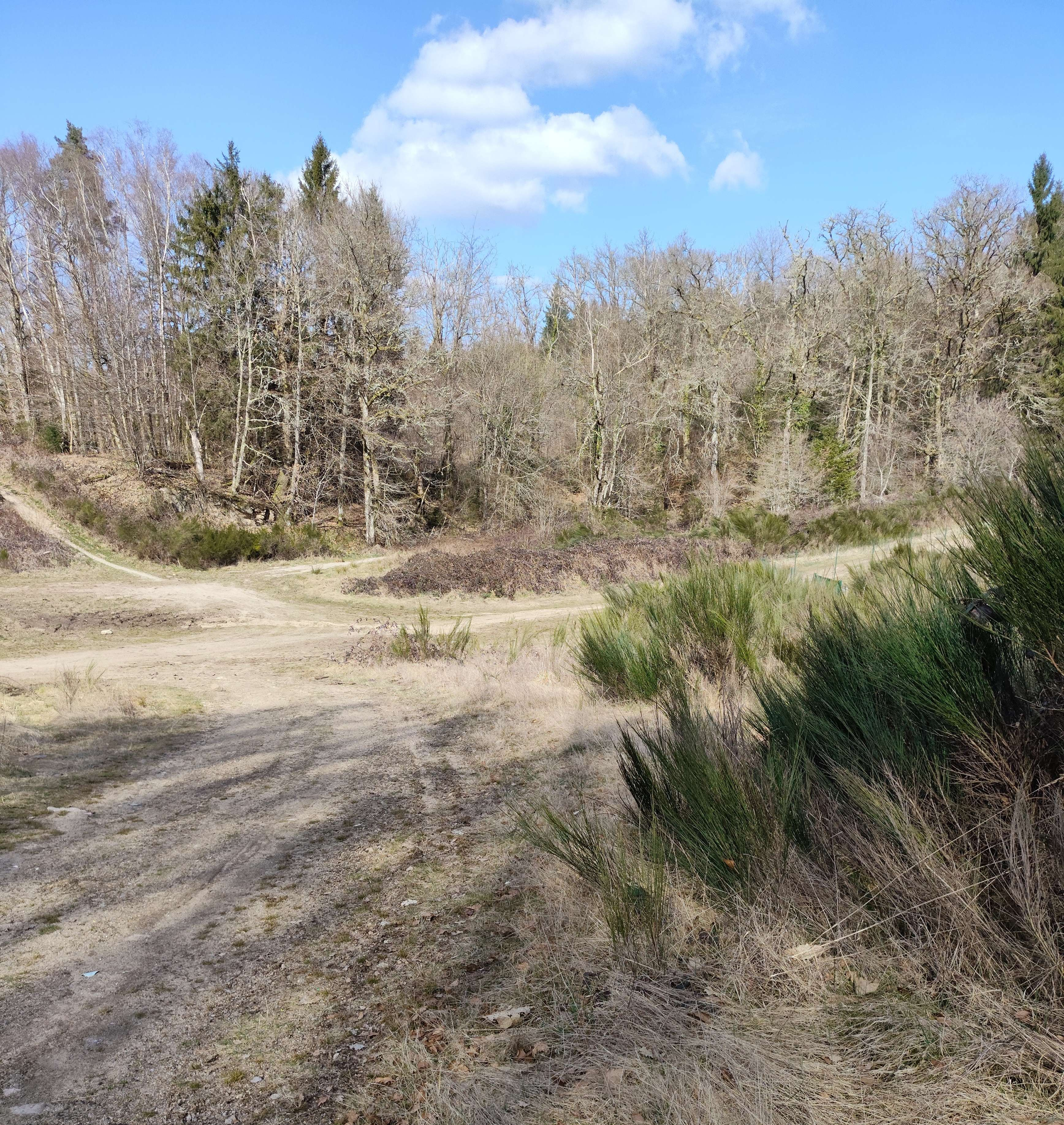
Chemins longeant la mine d'Henriette.

La présence de gisements radioactifs a engendré l'extraction d'uranium qui n'a cependant pas laissé beaucoup de traces dans le paysage (mais les traces ponctuellement ne sont cependant pas négligeables en termes d'augmentation de la radioactivité « externe »). Plusieurs polémiques ont éclaté à ce propos, notamment à la suite d'un reportage télévisé, en 2009, remettant en cause la propreté du lac de Saint-Pardoux, en dépit de deux opérations de curage de boues radioactives en 1998 et 2006, et la qualité de l'eau potable de Limoges.
Dans son documentaire Tchernobyl forever, le journaliste belge Alain de Halleux vise sans les nommer les 24 cantons français contaminés au yellowcake qu'il se refuse à visiter. Des opérations de nettoyage et une refonte du modèle de gestion des anciens sites ont apaisé les tensions, bien que celles-ci resurgissent de temps en temps, notamment à l'ouverture du musée de la mine de Bessines.
On a dénombré 10 sites miniers d'uranium dans le massif (Bachellerie, Margnac, Vénachat — la dernière fermée en 1995 —, Gorces Saignedresse, Le Fraisse, Roudet, Santrop, Fanay, Henriette et Champour).
Le kaolin a été également exploité dans les monts d'Ambazac, dès 1772 (à Bonnac-la-Côte, cette exploitation ferme en 1795) et la dernière exploitation de kaolin (Puy-Bernard à La Jonchère) ferme en 1964. Le secteur de La Jonchère est le plus densément visité. Seules restent d'immenses excavations disparaissant sous la végétation.
Par le passé de nombreuses mines de pegmatite furent exploitées pour leur quartz, lépidolite, béryl, pétalite, tantalite et phosphates.

### Tourisme et culture
C'est au château de Montméry qu'a été tourné Lady Chatterley, César 2007 du meilleur film.

### Protection environnementale
Les monts d'Ambazac et la vallée de la Couze ont été classés en ZNIEFF de type 2 pour leur richesse écologique. La zone constitue un site Natura 2000 en raison de la présence de nombreuses espèces de chauve-souris.
Liste des ZNIEFF des monts d'Ambazac
| Type | Dénomination                                                                        | Superficie | Commune(s) |
| ---- | ----------------------------------------------------------------------------------- | ---------- | --- |
| 2    | Monts d'Ambazac et vallée de la Couze                                               | 11 262 ha  | Ambazac, Bersac-sur-Rivalier, Bessines-sur-Gartempe, Compreignac, Razès, La Jonchère-Saint-Maurice, Roussac, Saint-Laurent-les-Églises, Saint-Léger-la-Montagne, Saint-Pardoux, Saint-Sulpice-Laurière, Saint-Sylvestre, Saint-Symphorien-sur-Couze |
| 2    | Vallée du Taurion                                                                   | 6 220 ha   | Ambazac, Banize, Les Billanges, Bosmoreau-les-Mines, Bourganeuf, Ceyroux, Châtelus-le-Marcheix, Le Châtenet-en-Dognon, Chavanat, Gentioux-Pigerolles, Mansat-la-Courrière, Masbaraud-Mérignat, Le Monteil-au-Vicomte, La Nouaille, Pontarion, La Pouge, Royère-de-Vassivière, Saint-Dizier-Leyrenne, Saint-Laurent-les-Églises, Saint-Hilaire-le-Château, Saint-Marc-à-Loubaud, Saint-Martin-Sainte-Catherine, Saint-Martin-Terressus, Saint-Pierre-Bellevue, Saint-Pierre-Chérignat, Saint-Priest-Taurion, Saint-Yrieix-la-Montagne, Sardent, Soubrebost, Thauron, Vallière, Vidaillat |
| 2    | Monts d'Ambazac : bois et caves de la zone centrale                                 | 1 353 ha   | Ambazac, Saint-Sylvestre |
| 2    | Étangs de la région de Thouron                                                      | 672 ha     | Le Buis, Compreignac, Saint-Symphorien-sur-Couze, Thouron |
| 1    | Site à chauve-souris des Monts d'Ambazac (Les Courrières)                           | /          | Ambazac |
| 1    | Site à chauve-souris des Monts d'Ambazac (Moulin de l'Âge)                          | /          | Bersac-sur-Rivalier, Saint-Léger-la-Montagne, Razès |
| 1    | Site à chauve-souris des Monts d'Ambazac (Ruines du château de Monismes)            | /          | Bessines-sur-Gartempe |
| 1    | Étang de Tricherie                                                                  | 225 ha     | Compreignac, Thouron |
| 1    | Lande du Puy Peny                                                                   | 16 ha      | Compreignac |
| 1    | Site à chauve-souris des Monts d'Ambazac (Mine de Vénachat)                         | /          | Compreignac |
| 1    | Site à chauve-souris des Monts d'Ambazac (Bois et cave du château de Valmate)       | /          | Les Billanges, La Jonchère-Saint-Maurice, Saint-Laurent-les-Églises |
| 1    | Site à chauve-souris des Monts d'Ambazac (Ancienne carrière et mine du Puy Bernard) | /          | La Jonchère-Saint-Maurice |
| 1    | Étang du Pont à l'Âge                                                               | 49 ha      | Folles, Laurière |
| 1    | Étang de Gouillet                                                                   | 75 ha      | Razès, Saint-Sylvestre |
| 1    | Tourbière de Mallety                                                                | 43 ha      | Saint-Léger-la-Montagne |
| 1    | Tourbière des Dauges                                                                | 214 ha     | Saint-Léger-la-Montagne |
| 1    | Vallée du Taurion à la confluence du ruisseau du Parleur                            | 104 ha     | Saint-Martin-Terressus, Saint-Priest-Taurion |
| 1    | Étang de la Crouzille                                                               | 144 ha     | Saint-Sylvestre |
| 1    | Site à chauve-souris des Monts d'Ambazac (mine de Chabannes)                        | 19 ha      | Saint-Sylvestre |
| 1    | Anciennes mines de Kaolin (Mallety)                                                 | /          | Saint-Léger-la-Montagne |

L'ensemble du massif a été symboliquement classé « site emblématique » par la DREAL.

#### Projet de parc naturel régional
En 2019, des acteurs locaux décident de lancer un projet de parc naturel régional sur le massif,.